# Мађарска на Светском првенству у атлетици у дворани 2016.
Мађарска је на 16. Светском првенству у атлетици у дворани 2016. одржаном у Портланду од 17. до 20. марта учествовала шеснаести пут, односно учествовала је на свим првенствима до данас. Репрезентацију Мађарске представљала су 6 такмичара (1 мушкарац и 5 жена) који су се такмичили у две дисциплине.,
На овом првенству Мађарска је са 1 сребрном медаљом делила 19. место. Остварен је један национални рекорд. У табели успешности (према броју и пласману такмичара који су учествовали у финалним такмичењима (првих 8 такмичара) Мађарска је са 3 учесника у финалу делила 20. место са освојених 14 бодова.
| Плас. | Земља    | 1. место | 2. место | 3. место | 4. место | 5. место | 6. место | 7. место | 8. место | Бр. финал. | Бод. |
| ----- | -------- | -------- | -------- | -------- | -------- | -------- | -------- | -------- | -------- | ---------- | ---- |
| =20.  | Мађарска | 0        | 1        | 0        | 0        | 1        | 1        | 0        | 0        | 3          | 14   |

## Учесници
| Мушкарци: - Балаш Баји — 60 м препоне | Жене: - Анастазиа Нгујен — 60 м - Грета Керекес — 60 м препоне - Луца Козак — 60 м препоне - Анита Мартон — Бацање кугле - Ђерђ Живоцки-Фаркаш — Петобој |  |

## Освајачи медаља (1)

### Сребро (1)
- Анита Мартон — Бацање кугле

## Резултати

### Мушкарци
| Атлетичар  | Дисциплина   | Лични рекорд | Квалификација | Квалификација | Полуфинале | Полуфинале | Финале   | Финале      | Детаљи |
| Атлетичар  | Дисциплина   | Лични рекорд | Резултат      | Место         | Резултат   | Место      | Резултат | Место       | Детаљи |
| ---------- | ------------ | ------------ | ------------- | ------------- | ---------- | ---------- | -------- | ----------- | ------ |
| Балаш Баји | 60 м препоне | 7,55 НР      | 7,73 КВ       | 3. у гр. 1    | 7,65 КВ    | 3. у гр. 2 | 7,65     | 6 / 27 (28) |        |

### Жене
| Атлетичарка      | Дисциплина   | Лични рекорд | Квалификација | Квалификација | Полуфинале            | Полуфинале            | Финале                | Финале       | Детаљи |
| Атлетичарка      | Дисциплина   | Лични рекорд | Резултат      | Место         | Резултат              | Место                 | Резултат              | Место        | Детаљи |
| ---------------- | ------------ | ------------ | ------------- | ------------- | --------------------- | --------------------- | --------------------- | ------------ | ------ |
| Анастазиа Нгујен | 60 м         | 7,32         | 7,46          | 6. у гр. 5    | Није се квалификовала | Није се квалификовала | Није се квалификовала | 30 / 44 (45) |        |
| Грета Керекес    | 60 м препоне | 8,17         | 8,37(,367)    | 5. у гр. 2    |                       |                       | Нису се квалификовале | 16 / 18 19   |        |
| Луца Козак       | 60 м препоне | 8,23         | 8,45          | 6. у гр. 3    | 18 / 18 (19)          |                       | Нису се квалификовале |              |        |
| Анита Мартон     | Бацање кугле | 19,23 НР     |               |               |                       |                       | 19,33 НР              |              |        |

#### Петобој
| Дисциплина   | Ђерђ Живоцки-Фаркаш | Ђерђ Живоцки-Фаркаш | Ђерђ Живоцки-Фаркаш | Ђерђ Живоцки-Фаркаш | Ђерђ Живоцки-Фаркаш | Ђерђ Живоцки-Фаркаш |
| Дисциплина   | Лич. рек.           | Резултат            | Бод.                | Плас.               | Укупно              | Плас.               |
| ------------ | ------------------- | ------------------- | ------------------- | ------------------- | ------------------- | ------------------- |
| 60 м препоне | 8,44                | 8,56                | 1.004               | 9.                  | 1.004               | 9.                  |
| Скок увис    | 1,85                | 1,85 ЛРС            | 1.041               | 3.                  | 2.045               | 6.                  |
| Бацање кугле | 14,53               | 14,54 ЛР            | 830                 | 4.                  | 2.875               | 5.                  |
| Скок удаљ    | 6,22                | 6,28 ЛР             | 937                 | 4.                  | 3.812               | 4.                  |
| 800 м        |                     | 2:18,48 ЛР          | 844                 | 3.                  | 4.656               | 5.                  |
| Петобој      | 4.691               |                     |                     |                     | 4.656 ЛРС           | 5 / 12              |